# Dorogi hőerőmű
A Dorogi hőerőmű (Dorogi Erőmű Kft.) egy vegyes tüzelésű, kis teljesítményű hőerőmű Dorogon, amely manapság főleg távhőszolgáltatói tevékenységet végez.

## Története

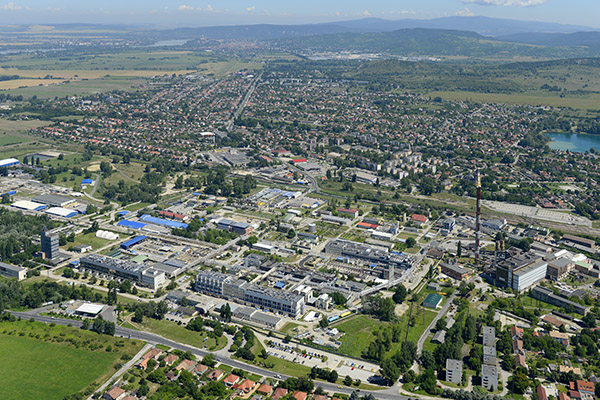
Dorogi hőerőmű légi fotón

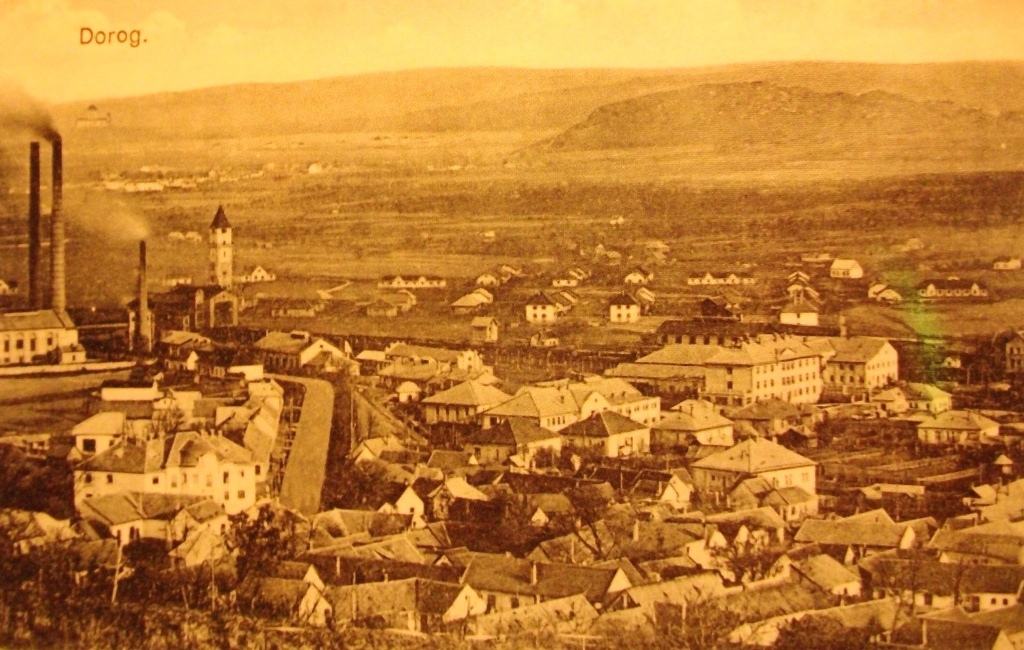
Dorog látképe 1927-ben az erőművel

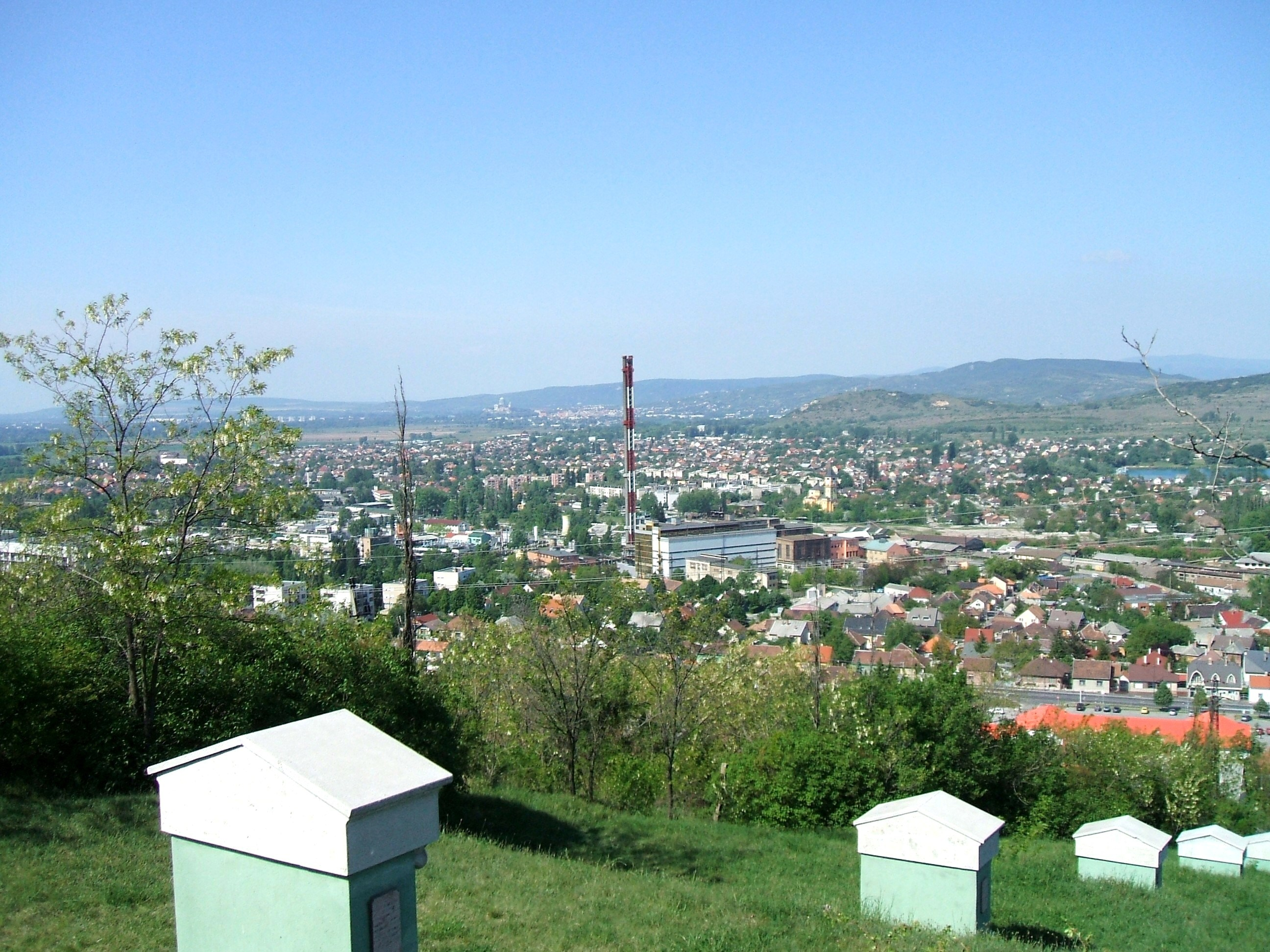
Dorog északi részének látképe az erőművel, háttérben az esztergomi bazilika

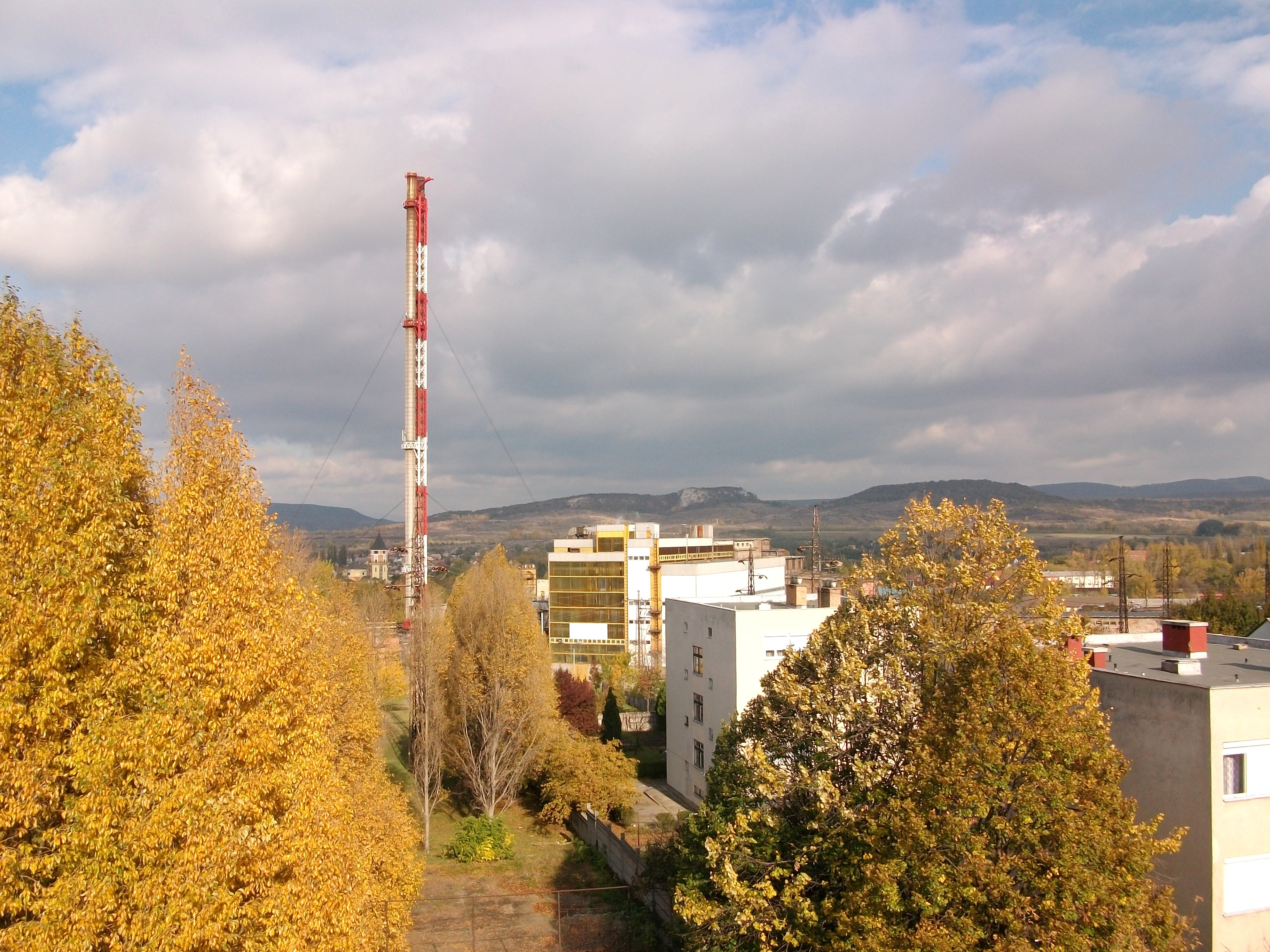
Az erőmű nyugati irányból

Az első villamos erőművet 1906-ban helyezték üzembe az Esztergomi út északi oldalán, a mai volt bányagépgyár területén. Ekkor 1 darab 400 és 1 darab 500 lóerős turbinával üzemelt, és a bányákat látta el villamos árammal. 1913-ban egy 1500 lóerős turbinával bővítették. Vízellátását egy dunai kúttal oldották meg. 1922-ben elbontották, használható alkatrészeit beépítették az új erőműbe.
Az erőmű a mai helyén 1916-ban épült fel egy 3000 lóerős turbinával. 1919-ben 5500 LE gépegységgel és egy kazánnal bővítették. Ennek köszönhetően 1924-re teljesen átvette a régi erőmű szerepét. 1925-ben egy 10000 lóerős turbógenerátort helyeztek üzembe, és 35000 V-os távvezetékkel kötötték össze a lábatlani cementgyárral. Ennek köszönhetően a környék 30 települését tudta ellátni villamos árammal. 1930-ban az áramelosztást a Hungária Rt. vette át. 1935-ben újabb kazánt, 1936-ban a második 5500 lóerős turbinát helyezték üzembe. Az 1940-es években végrehajtott fejlesztések nem jelentettek érdemi fejlődést. A háborúban az erőmű jelentős károkat szenvedett a bányákkal együtt. A károkat gyorsan felszámolták. A háború után az Állami Villamosenergia Szolgáltató Nemzeti Vállalat, majd jogutódja az Észak-dunántúli Áramszolgáltató Vállalat (ÉDÁSZ) vette át az áramelosztási feladatokat. 1948-ban államosították és a Dorogi Hőerőmű Vállalat nevet kapta. Az államosítással párhuzamosan kooperációs távvezetékkel kötötték össze Tatával (a tatabányai erőművekkel), növelve az áramellátás biztonságát. 1960-ban Esztergom-Kenyérmezőn, Dorog és Tokodaltáró között felépült a környék legnagyobb transzformátorállomása, ennek köszönhetően az erőmű közvetlen rácsatlakozott az országos hálózatra.
Távhőszolgáltatói tevékenységet 1950-től végez, akkor még főleg üzemeket, majd később közintézményeket látott el. Dorogon ekkor kezdték meg a városi gőz- és forróvíz vezetékhálózat kiépítését. Később a panelosítás miatt a '60-as, '70-es és '80-as években a hálózat hossza a többszörösére nőtt, és a környék településein is kiépült (Esztergom, Tokodaltáró). Ma 3800 dorogi és esztergomi lakás (~9000 ember) és a legtöbb dorogi középület távhő- és melegvíz-ellátása mellett a nagyipari fogyasztók (pl. Richter Gedeon Nyrt. dorogi gyáregysége) hőellátását is biztosítja. A legjelentősebb bővülés az 1980-as évek végén történt, 1989-ben épült ki a véglegesen 1990-ben átadott dorogi Schmidt Sándor-lakótelep 750 lakását ellátó Lenin úti (ma Köztársaság út) földalatti távhővezeték.
Az erőmű által termelt salakot 1920-ig lóvasúttal szállították a mai művelődési ház előtti tó feltöltésére. 1953-tól csillékkel, majd kötélpályán szállították az ódorogi völgyben található meddőhányóhoz. Pernyéjét a '70-es, '80-as években egy tóban tárolták a várostól északkeletre. Ipari vizét 1912-ig a művelődési ház előtti tóból biztosították, majd a Dunából és az erőmű mellett fúrt kutakból. Hulladékvizét a Kenyérmezői-patakon keresztül a Dunába engedik, illetve a környékbeli családi házak kertjeinek, és az Erőmű-lakótelep környéki parkosított terület locsolására használják.
1979-ben a dorogi erőművet a Tatabányai Hőerőmű Vállalathoz csatolták, így elvesztette önállóságát. Ennek ellenére a '80-as évek elején igen jelentős fejlesztéseket hajtottak végre, ez erőmű nagy részét újjáépítették. Modern turbinacsarnokot építettek, lebontották a régi téglakéményeket és 120 méter magas dupla acélkéményt építettek helyette. Ennek köszönhetően a szennyeződések nagy része nem csapódik le a völgyben, hanem a magaslati levegő miatt eloszlik. Az erőmű fejlesztésével párhuzamosan bővítették az erőművi dolgozók otthonául szolgáló Erőmű-lakótelepet, két új tömböt építettek 7-7 háromszobás, 75 négyzetméteres erkélyes lakással ami abban az időben minőségi javulást jelentett. Ezekhez hasonló tágas lakótelepi lakások csak az 1991-re elkészült Széchenyi-lakótelepen találhatók a városban. A környéket díszcserjékkel parkosították és egy kisebb aszfaltozott sportpályát is építettek.
Manapság az erőművet főleg földgázzal, kisebb részben a martfűi növényolajgyár biomasszájával, orosz import kőszénnel és a szomszédos Richter Gedeon Vegyészeti Gyár biogázával üzemeltetik. A létesítmény rendelkezik pakuratárolókkal is, bár ezeket főként végszükség esetén használják. A fűtési szezonon kívül szinte kizárólag földgázzal üzemeltetik, és nem használják a fő kéményeket. Hideg teleken azonban olyan mennyiségű fűtőanyagot égetnek el ami indokolttá teszi a 120 m magas kémények használatát mind szén, mind földgáz esetén.
1992-ben visszanyerte önállóságát, kft.-ként üzemel. 1996-ban a tulajdonos a dorogi és esztergomi önkormányzat lett közösen. 1997-ben a francia többségi tulajdonú Prometheus Rt. (ma Dalkia Energia Zrt.) tulajdonába került az erőmű. A távhő- és melegvízszolgáltatásért a Promtávhő Kft. felel.

## Műszaki adatok
Az erőműben két blokk található egyenként 5-5 MW teljesítménnyel.